# أندريا هوليكوفا
أندريا هوليكوفا (بالتشيكية: Andrea Holíková)‏ مواليد 15 يناير 1968 في براغ، هي لاعبة كرة مضرب تشيكية سابقة بدأت مسيرتها كمحترفة سنة 1985، اعتزلت اللعب في 1991. كما أنها إحدى بطلات الجراند سلام. أعلى تصنيف لها في الفردي كان 67. أعلى تصنيف لها في الزوجي كان 99.

## النهائيات
| الحصيلة | السنة | التاريخ       | الدورة          | الأرضية | الشريك         | المنافسون                      | النتيجة       |
| ------- | ----- | ------------- | --------------- | ------- | -------------- | ------------------------------ | ------------- |
| الوصافة | 1.    | 20 يوليو 1985 | بريغينز، النمسا | ترابية  | كاثرين بوهموفا | ميما ياوشوفيتس فرجينيا روزيتشي | 2–6, 3–6      |
| الوصافة | 2.    | 26 أغسطس 1985 | مونتايسلو       | صلبة    | كاثرين بوهموفا | مرسيدس باز غابرييلا ساباتيني   | 7–5, 4–6, 3–6 |

## روابط خارجية
- أندريا هوليكوفا على موقع رابطة محترفات التنس (الإنجليزية)
- أندريا هوليكوفا على موقع الاتحاد الدولي لكرة المضرب (الإنجليزية)
- أندريا هوليكوفا على موقع كأس بيلي جين كينغ (الإنجليزية)
- أندريا هوليكوفا على موقع خلاصة التنس.كوم (الإنجليزية)